# Cabañes de Oteo
Cabañes de Oteo o Cabañes es un pueblo abandonado en el Valle de Losa, perteneciente al municipio de Medina de Pomar, en la provincia de Burgos.